# J-segment

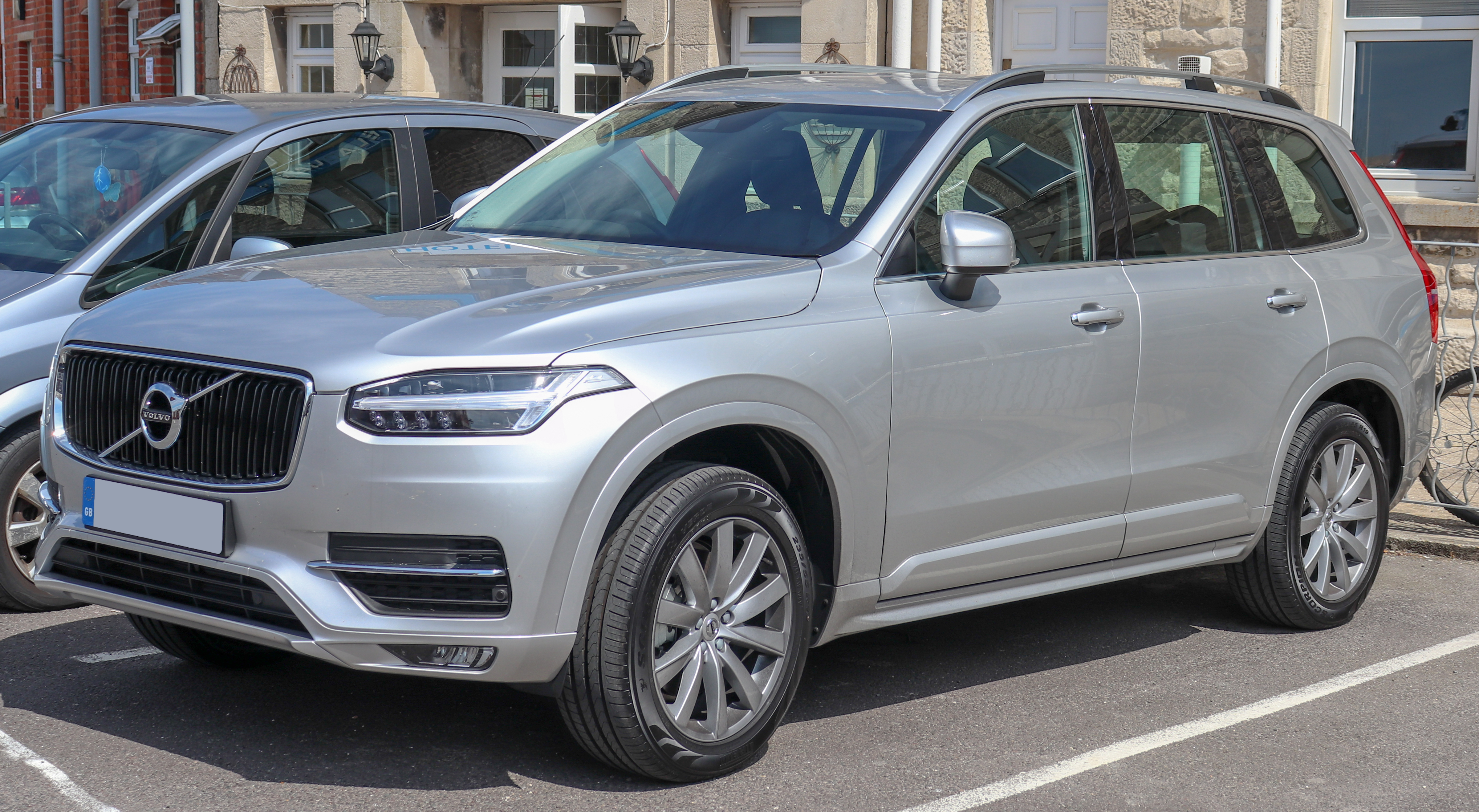
Volvo XC90 ingår i J-segmentet.

J-segment är en fordonsklassificering definierad av Europeiska kommissionen (där även terrängfordon ingår) som det sjunde segmentet inom europeisk fordonsklassificering efter F-segmentet och före M-segmentet.